# Posel z Liptákova
Posel z Liptákova je divadelní hra z repertoáru Divadla Járy Cimrmana. Autory jsou Zdeněk Svěrák a Ladislav Smoljak, jako spoluautor je uváděn rovněž fiktivní český vynálezce, filosof a dramatik Jára Cimrman. Hra měla premiéru 20. dubna 1977 v pražské Branické ulici 41. Takřka do premiéry neslo představení název Cimrmanův Liptákov.
Do 30. června 2009 se uskutečnilo celkem 877 představení.

## Obsah představení
Posel z Liptákova vychází z tradiční struktury představení Divadla Járy Cimrmana, kdy po sérii odborných referátů o různých aspektech Cimrmanova života a díla následuje jeho rekonstruovaná divadelní hra, ale zde k tomu dojde v každé půli představení zvlášť. Výsledná struktura je tedy: 1. část semináře – 1. hra (Posel světla) – přestávka – 2. část semináře – 2. hra (Vizionář).
Na zkrácené zvukové verzi je vedle některých referátů vypuštěna celá hra Posel světla, která se z toho důvodu stala podstatně méně známou než Vizionář, jehož popularitu navíc umocnilo zařazení do filmu Nejistá sezóna, kde je předveden prakticky v plném rozsahu. Posel světla se nicméně zachoval na řadě amatérských nahrávek a byl později vydán i oficiálně na albu věnovaném právě vypuštěným částem cimrmanovských představení (Posel světla a další...).
Na původní audioverzi je nicméně vynecháním Posla světla setřeno specifikum struktury celého představení – na první straně alba je výběr přednášek (z obou částí semináře) a na druhé straně je hra (Vizionář), tedy podobně jako u jiných desek.
Jako předěl mezi seminářem a hrou v obou případech slouží záznam klavírní etudy Cornelia Gurlitta Malá Romance, hrané na velmi rozladěné piano (podle semináře se má jednat o nástroj z Cimrmanovy pozůstalosti). Etudu na záznamu zahrál Filip Smoljak.

### Referáty odborného semináře
1. část
- Cesta z Prahy do Liptákova (matka/Ptáček)
- *Jizerské hory po stránce geologické – pouze začátek (Artur/syn)
- Svědectví liptákovské kroniky (Standa/Smrtka)
- Objev nástěnných nápisů (otec/Hlavsa)
- Dopis záhřebskému monologistovi (Standa/Smrtka)

2. část
- *První zemědělský pyrotechnik (Standa/Smrtka)
- *Univerzální ptakopysk (otec/Hlavsa)
- Cimrman sportovec (matka/Ptáček)
- Cimrmanův potomek (Standa/Smrtka a „pan Schmoranz“)
- *Jizerské hory po stránce geologické (zbude-li čas)
- Závěrečné slovo (Standa/Smrtka)

Referáty označené * jsou na oficiálně vydané zvukové verzi vynechány. 
V závorce jsou uvedeny role, ve kterých dotyčný přednášející zpravidla vystupuje. V příspěvku Cimrmanův potomek vystupuje navíc představitel pana Schmoranze (zpravidla nějaký technik či herec malých rolí), který se ve hrách neobjevuje.

### HraPosel světla
Děj se odehrává (z pohledu Cimrmana) v daleké budoucnosti, kdy vládne celospolečenská harmonie a lidé mimo jiné již nepoužívají nadávek a vulgarismů – taková slova lze najít pouze ve starých slovnících.
Zasloužený klid starého Otce a Matky, sledujících ve své útulné tanvaldské chalupě Zábavného Artura (androidní obdoba naší televize nebo rozhlasu), je narušen příjezdem jejich syna Standy potrubní osobní dopravou. Záhy po srdečném uvítání jim Standa vyčte, že ho dali studovat zcela neperspektivní právničinu, neboť ve skvělých nových poměrech jeho advokátní kancelář nemá co na práci a krachuje. Oznámí jim, že se místo toho vrhá na podnikání s kapesními svítilnami (odsud „Posel světla“), a svůj rodný dům potřebuje na zřízení manufaktury na jejich výrobu – rodiče se mají vystěhovat do útulku pro přestárlé v Dědově Míse vysoko v horách.
Matka se snaží Standu přesvědčit, aby od svého záměru upustil, protože až celá věc dojde Otci (který vzhledem ke svému stáří pomaleji chápe), stane se něco strašného. To se jí nepodaří, Otec nakonec situaci opravdu pochopí, a s pomocí svého starého slovníku Standovi nejen vynadá, ale podle návodu jej také praští do zátylku jeho ukázkovou baterkou. Rodiče pak nezdárného syna odešlou potrubím zpět do Prahy. Na cestě se Standa srazí se svým chemikem, který veze zásobu TNT na výrobu baterek, takže vše dobře dopadne.
Stojí za povšimnutí, že Cimrmanově vizi budoucnosti lidé (vedle pasivního sledování zábavných programů) cestují potrubní dopravou. Stejný nápad se objevuje i v americkém seriálu Futurama a podobné rysy vykazuje také reálně zvažovaný princip hyperloopu.
Cimrman do této hry vložil dialog, z nějž vyplývá, že Ferdinandova třída bude v budoucnu přejmenována na Cimrmanovu. To odpovídá jeho zásadě, citované v semináři: „Nepochválím-li se sám, nikdo jiný to za mne neudělá.“

### HraVizionář
K vesnickému věštci Hlavsovi, který předpovídá budoucnost pohledem do rozpálené pece, přichází pražský uhlobaron Ptáček. Potřebuje poradit, zda se jeho dcera má vdát za pražského továrníka Kolbena, nebo za pražského továrníka Daňka. Rozhodujícím kritériem je, zda některý z nich náhodou nechrápe. Hlavsovi se v troubě povede oba nápadníky zahlédnout, ale bohužel ve chvíli, kdy nespí, takže Ptáčkovu otázku není schopen zodpovědět.
Během věštění připomíná Hlavsův syn František svému otci, že má (Hlavsa) toho dne zemřít – a opravdu, brzy se ozve zaklepání a vchází pan Smrtka. Hlavsa ho požádá, aby ještě chvilku počkal, protože potřebuje vyřídit poslední vůli. Smrtka mu neochotně vyhoví, načež Hlavsa odkáže celé své hospodářství přítomnému Františkovi. Ten ale dědictví odmítne, protože nechce být bohatý.
Z dalšího rozhovoru vyplyne, že Hlavsovi viděli v peci podivné věci týkající se majetku bohatých lidí – to zneklidní Ptáčka natolik, že přemluví Smrtku, aby ještě počkal, a Hlavsu, aby se do budoucnosti ještě jednou podíval. Hlavsova vize, podle které je v budoucnosti Ptáčkův důl Terezka přejmenován na Petr („něco červenýho“) Bezruč, kupodivu Ptáčka nezneklidní, protože věří, že důl Bezručovi prodá.
Hra končí, když si Smrtka uvědomí, že se „zakecal“, takže Hlavsu mu „už nevemou“. Odchází za svým posledním pracovním úkolem, kterým je „nějakej Ferdinand, Sarajevo“. Po něm ale přijde „novej, mladej – ten se nezakecá“.

## Obsazení
Současné obsazení je uvedeno tučně, předchozí obsazení kurzívou. 
| Role                | Role             | Role                | Role         | Herci |
| První část semináře | Hra Posel světla | Druhá část semináře | Hra Vizionář | Herci |
| ------------------- | ---------------- | ------------------- | ------------ | --- |
| přednášející        | otec             | přednášející        | Hlavsa       | Robert Bárta 11 12 13 Jaroslav Weigel † 1 2 3 4 5 6 7 8 9 10 , Jan Hraběta 5, Oldřich Unger †, Miloň Čepelka                                           |
| přednášející        | matka            | přednášející        | Ptáček       | Marek Šimon 11 12 13, Miloň Čepelka 6 7 8 9 10 Pavel Vondruška † 2 4** 8*, Jaroslav Vozáb † 1 3 4 5, Bořivoj Penc †                                    |
| přednášející        | Standa           | přednášející        | smrtka       | Zdeněk Svěrák 3 4** 5 6 8* 9 11 12 Ondřej Vetchý 13 Ladislav Smoljak † 1 2 4 7 8 10                                                                    |
| přednášející        | Artur            | přednášející        | František    | Petr Brukner 3 7 11 12 13, Petr Reidinger Jan Hraběta 4 6 8*, Jan Kašpar † 5, Miloň Čepelka 1 2, Josef Koudelka, František Petiška †, Marek Šimon 9 10 |
| –                   | –                | Josef Schmoranz     | –            | Petr Reidinger11 12 13, Genadij Rumlena 8, Jan Kašpar † 4 8, Václav Kotek † 7, Josef Koudelka 3)                                                       |
| –                   | –                | asistent            | –            | některý technik DJC (např. Michal Weigel 7) |

- 1 – alternace z audionahrávky kolující po webu
- 2 – alternace z audionahrávky kolující po webu (konec 70. let)
- 3 – alternace z audionahrávky kolující po webu (1978)
- 4 – alternace z desky Supraphonu (1983) – bez hry Posel světla
- 5 – alternace z filmu Nejistá sezóna (1987)***
- 6 – alternace z úryvku předvedeném v představení Cimrman sobě (1991)
- 7 – alternace z audiovizuální nahrávky ČT (1997)
- 8 – alternace z úryvku předvedeném v představení 30 let Divadla Járy Cimrmana (1997)
- 9 – alternace z audionahrávky Supraphonu (2006) – pouze hra Posel světla
- 10 – alternace z úryvku předvedeném v představení 40 let Divadla Járy Cimrmana (2007)
- 11 – alternace z audionahrávky kolující po webu (2022)
- 12 – alternace z audiovizuální nahrávky kolující po webu (2023)
- 13 – alternace z audiovizuální nahrávky kolující po webu (2024)
- * pouze postavy ze hry Vizionář
- ** Zdeněk Svěrák a Pavel Vondruška účinkují pouze v semináři
- *** Jan Hraběta přednáší referát „Univerzální ptakopysk“, správně by to měl být představitel Hlavsy, tedy Jaroslav Weigel